# Médaille de la paix des Nations unies
La médaille de la paix des Nations unies (en anglais : United Nations Peace Medal) est une médaille commémorative produite par l'Organisation des Nations unies (ONU) pour promouvoir la paix.
Les premiers récipiendaires sont les astronautes d'Apollo 15 : Alfred Worden, David Scott et James Irwin en août 1971.